# Great Baddow
Great Baddow is een civil parish in het bestuurlijke gebied Chelmsford, in het Engelse graafschap Essex. De plaats telt 14.650 inwoners.